# كايوغا هايتس (نيويورك)
كايوغا هايتس (بالإنجليزية: Cayuga Heights, New York)‏ هي منطقة سكنية تقع في الولايات المتحدة في مقاطعة تومبكينز. يقدر عدد سكانها بـ 3,729 نسمة ومساحتها 4.6 كم2 وترتفع عن سطح البحر 240 متر.

## التركيبة السكانية
حدّد مكتب تعداد الولايات المتحدة بيانات التركيبة السكانية لكايوغا هايتس في تعداد الولايات المتحدة. في ما يلي، التركيبة السكانية حسب تعدادي 2000 و2010.

### تعداد عام 2000
بلغ عدد سكان كايوغا هايتس 3,273 نسمة بحسب تعداد عام 2000، وبلغ عدد الأسر 1,497 أسرة وعدد العائلات 773 عائلة مقيمة في القرية. في حين سجلت الكثافة السكانية 714.6 نسمة لكل كيلومتر مربع (1,850.8/ميل2). وبلغ عدد الوحدات السكنية 1,584 وحدة بمتوسط كثافة قدره 345.9 لكل كيلومتر مربع (895.9/ميل2).
وتوزع التركيب العرقي للقرية بنسبة 85.73% من البيض و1.86% من الأمريكيين الأفارقة و0.06% من الأمريكيين الأصليين و8.95% من الأمريكيين ذوي الأصول الآسيوية و0.09% من سكان جزر المحيط الهادئ و1.19% من الأعراق الأخرى و2.11% من عرقين مختلطين أو أكثر و3.57% من الهسبانيون أو اللاتينيون من أي عرق.
بلغ عدد الأسر 1,497 أسرة كانت نسبة 18.6% منها لديها أطفال تحت سن الثامنة عشر تعيش معهم، وبلغت نسبة الأزواج القاطنين مع بعضهم البعض 47.5% من أصل المجموع الكلي للأسر، ونسبة 2.8% من الأسر كان لديها معيلات من الإناث دون وجود شريك، بينما كانت نسبة 1.3% من الأسر لديها معيلون من الذكور دون وجود شريكة وكانت نسبة 48.4% من غير العائلات. تألفت نسبة 38.9% من أصل جميع الأسر من عدة أفراد يعيشون في نفس المنزل ونسبة 14.8% كانت تتألف من شخص يعيش بمفرده يبلغ من العمر 65 عاماً أو أكثر. وبلغ متوسط حجم الأسرة المعيشية 2.10، أما متوسط حجم العائلات فبلغ 2.71.
بلغ العمر الوسطي للسكان 42.5 عاماً. وكانت نسبة 15.3% من القاطنين تحت سن الثامنة عشر، وكانت نسبة 11.7% بين الثامنة عشر والرابعة والعشرين عاماً، ونسبة 23.9% كانت واقعةً في الفئة العمرية ما بين الخامسة والعشرين والرابعة والأربعين عاماً، ونسبة 22.6% كانت ما بين الخامسة والأربعين والرابعة والستين، ونسبة 22.9% كانت ضمن فئة الخامسة والستين عاماً فما فوق. يوجد لكل 100 أنثى 98.6 ذكر، ويوجد لكل 100 أنثى في الثامنة عشر من عمرها فما فوق 98.1 ذكر.
بلغ متوسط دخل الأسرة في القرية 74,258 دولارًا، أما متوسط دخل العائلة فبلغ 122,746 دولارًا. وكان متوسط دخل الذكور 70,893 دولارًا مقابل 33,621 دولارًا للإناث. وسجل دخل الفرد الخاص بالقرية 47,493 دولارًا. وكانت نسبة 1.5% من العائلات ونسبة 8.7% من السكان تحت خط الفقر، وكان من هؤلاء نسبة 0% تحت سن الثامنة عشر ونسبة 0% في الخامسة والستين من العمر وما فوق.

### تعداد عام 2010
بلغ عدد سكان كايوغا هايتس 3,729 نسمة بحسب تعداد عام 2010، وبلغ عدد الأسر 1,541 أسرة وعدد العائلات 781 عائلة مقيمة في القرية. في حين سجلت الكثافة السكانية 814.2 نسمة لكل كيلومتر مربع (2,108.8/ميل2). وبلغ عدد الوحدات السكنية 1,663 وحدة بمتوسط كثافة قدره 363.1 لكل كيلومتر مربع (940.4/ميل2).
وتوزع التركيب العرقي للقرية بنسبة 79.54% من البيض و2.09% من الأمريكيين الأفارقة و0.13% من الأمريكيين الأصليين و14.75% من الأمريكيين ذوي الأصول الآسيوية و0.03% من سكان جزر المحيط الهادئ و0.86% من الأعراق الأخرى و2.60% من عرقين مختلطين أو أكثر و4.75% من الهسبانيون أو اللاتينيون من أي عرق.
بلغ عدد الأسر 1,541 أسرة كانت نسبة 21.2% منها لديها أطفال تحت سن الثامنة عشر تعيش معهم، وبلغت نسبة الأزواج القاطنين مع بعضهم البعض 45.9% من أصل المجموع الكلي للأسر، ونسبة 3.2% من الأسر كان لديها معيلات من الإناث دون وجود شريك، بينما كانت نسبة 1.6% من الأسر لديها معيلون من الذكور دون وجود شريكة وكانت نسبة 49.3% من غير العائلات. تألفت نسبة 41.9% من أصل جميع الأسر من عدة أفراد يعيشون في نفس المنزل ونسبة 18.2% كانت تتألف من شخص يعيش بمفرده يبلغ من العمر 65 عاماً أو أكثر. وبلغ متوسط حجم الأسرة المعيشية 2.04، أما متوسط حجم العائلات فبلغ 2.81.
بلغ العمر الوسطي للسكان 34.7 عاماً. وكانت نسبة 15.4% من القاطنين تحت سن الثامنة عشر، وكانت نسبة 22.2% بين الثامنة عشر والرابعة والعشرين عاماً، ونسبة 21.8% كانت واقعةً في الفئة العمرية ما بين الخامسة والعشرين والرابعة والأربعين عاماً، ونسبة 20.8% كانت ما بين الخامسة والأربعين والرابعة والستين، ونسبة 19.8% كانت ضمن فئة الخامسة والستين عاماً فما فوق. وتوزع التركيب الجنسي للسكان بنسبة 48.5% ذكور و51.5% إناث.